# Phytodietus bayeri
Phytodietus bayeri är en stekelart som först beskrevs av František Gregor Jr 1935.  Phytodietus bayeri ingår i släktet Phytodietus och familjen brokparasitsteklar. Inga underarter finns listade i Catalogue of Life.